# Simpele
Simpele var en kommun i södra Karelen som inkorporerades med Rautjärvi 1973.
En del av kommunen avträddes till Sovjetunionen 1944.